# Shōnan-Straßenbahn
| Streckenlänge: | 10,0 km             |                           |                |
| Spurweite: | 762 mm (Schmalspur) |                           |                |
| |                     |                           |                |
| \| \| \| ↔ Tōkaidō-Hauptlinie \| 1887– \| \| \| 0,0 \| Ninomiya (二宮) \| 1902– \| \| \| 1,4 \| Nakazato (中里) \| 1906–1937 \| \| \| 2,8 \| Ishiki (一色) \| 1906–1937 \| \| \| 4,5 \| Shimo-Inokuchi (下井ノ口) \| 1906–1937 \| \| \| 6,0 \| Kami-Inokuchi (上井ノ口) \| 1906–1937 \| \| \| 7,9 \| Ōdake (大竹) \| 1906–1937 \| \| \| \| Odakyū Odawara-Linie \| 1927– \| \| \| \| Mizunashi-gawa \| \| \| \| 9,2 \| Daimachi (台町) \| 1906–1937 \| \| \| 10,0 \| Hadano (秦野) \| 1924–1937 \| |                     |                           |                |
| Strecke quer · Haltepunkt / Haltestelle quer |                     | ↔ Tōkaidō-Hauptlinie      | 1887–          |
| U-Bahn-Strecke von links (außer Betrieb) · U-Bahn-Kopfbahnhof Streckenende und quer (Strecke außer Betrieb) | 0,0                 | Ninomiya (二宮)           | 1902–          |
| U-Bahn-Haltepunkt / Haltestelle (Strecke außer Betrieb) | 1,4                 | Nakazato (中里)           | 1906–1937      |
| U-Bahn-Haltepunkt / Haltestelle (Strecke außer Betrieb) | 2,8                 | Ishiki (一色)             | 1906–1937      |
| U-Bahn-Haltepunkt / Haltestelle (Strecke außer Betrieb) | 4,5                 | Shimo-Inokuchi (下井ノ口) | 1906–1937      |
| U-Bahn-Haltepunkt / Haltestelle (Strecke außer Betrieb) | 6,0                 | Kami-Inokuchi (上井ノ口)  | 1906–1937      |
| U-Bahn-Haltepunkt / Haltestelle (Strecke außer Betrieb) | 7,9                 | Ōdake (大竹)              | 1906–1937      |
| U-Bahn-Kreuzung mit Eisenbahn geradeaus unten (Strecke geradeaus außer Betrieb) |                     | Odakyū Odawara-Linie      | 1927–          |
| U-Bahn-Brücke über Wasserlauf (Strecke außer Betrieb) |                     | Mizunashi-gawa            | Mizunashi-gawa |
| U-Bahn-Haltepunkt / Haltestelle (Strecke außer Betrieb) | 9,2                 | Daimachi (台町)           | 1906–1937      |
| U-Bahn-Kopfbahnhof Streckenende (Strecke außer Betrieb) | 10,0                | Hadano (秦野)             | 1924–1937      |

Die Shōnan-Straßenbahn (jap. 湘南軌道, Shōnan kidō) war eine schmalspurige Überlandstraßenbahn auf der japanischen Insel Honshū. In der Präfektur Kanagawa verband sie Ninomiya mit Hadano. Die Strecke war 10,0 km lang und besaß eine Spurweite von 762 mm. Benannt war die Bahn nach der Region Shōnan, in Betrieb war sie von 1906 bis 1937.

## Geschichte
Am 1. August 1906 eröffnete die Shōnan Basha Tetsudō (湘南馬車鉄道, „Shōnan-Pferdebahn“) eine neun Kilometer lange Pferdebahn von Ninomiya nach Daimachi. Von großer Bedeutung war neben der Personenbeförderung auch der Transport von Tabak, der in der Region Hadano angebaut und in Ninomiya auf Güterzüge der Tōkaidō-Hauptlinie verladen wurde. Aufgrund der zunehmenden Passagierzahlen erfolgte am 1. Februar 1913 die Umstellung auf Dampfbetrieb. Entsprechend der neuen Traktionsart änderte das Unternehmen am 24. Februar 1913 seinen Namen in Shōnan Keiben Tetsudō (湘南軽便鉄道, „Shōnan-Kleinbahn“). 1918 war die Bahn wegen Problemen bei der Geschäftsführung kurzzeitig außer Betrieb und das Unternehmen benannte sich nach einer Neustrukturierung in Shōnan Kidō („Shōnan-Straßenbahn“) um.
Das Große Kantō-Erdbeben richtete am 1. September 1923 Schäden an der Strecke an. Im März 1924 wurde sie um einige hundert Meter von Daimachi ins Stadtzentrum von Hadano verlängert. Als die Bahngesellschaft Odakyū Dentetsu im Jahr 1927 die elektrische Odawara-Linie eröffnete, verlor die Straßenbahn den größten Teil ihres Fahrgastaufkommens, da die Stadt Hadano nun direkt von Tokio und Odawara aus erreichbar war und der Umweg über Ninomiya entfallen konnte. Der Personenverkehr wurde 1933 eingestellt, der Güterverkehr am 9. Oktober 1935. Die offizielle Stilllegung erfolgte am 25. August 1937.

## Liste der Stationen
| Name                      | km   | Anschlusslinien    | Lage   | Ort      |
| ------------------------- | ---- | ------------------ | ------ | -------- |
| Ninomiya (二宮)           | 00,0 | Tōkaidō-Hauptlinie | Koord. | Ninomiya |
| Nakazato (中里)           | 01,4 |                    | Koord. | Ninomiya |
| Ishiki (一色)             | 02,8 |                    | Koord. | Ninomiya |
| Shimo-Inokuchi (下井ノ口) | 04,5 |                    | Koord. | Nakai    |
| Kami-Inokuchi (上井ノ口)  | 06,0 |                    | Koord. | Nakai    |
| Ōdake (大竹)              | 07,9 |                    | Koord. | Hadano   |
| Daimachi (台町)           | 09,2 |                    | Koord. | Hadano   |
| Hadano (秦野)             | 10,0 |                    | Koord. | Hadano   |